# Saxifraga cespitosa
Saxifraga cespitosa es una especie de la familia de las saxifragáceas.

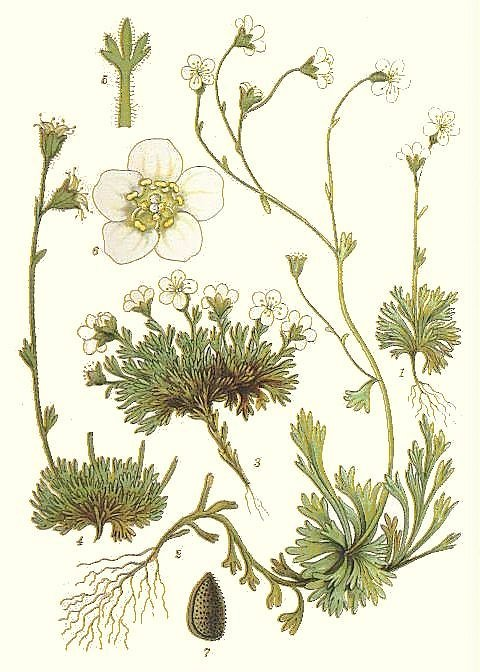
Ilustración

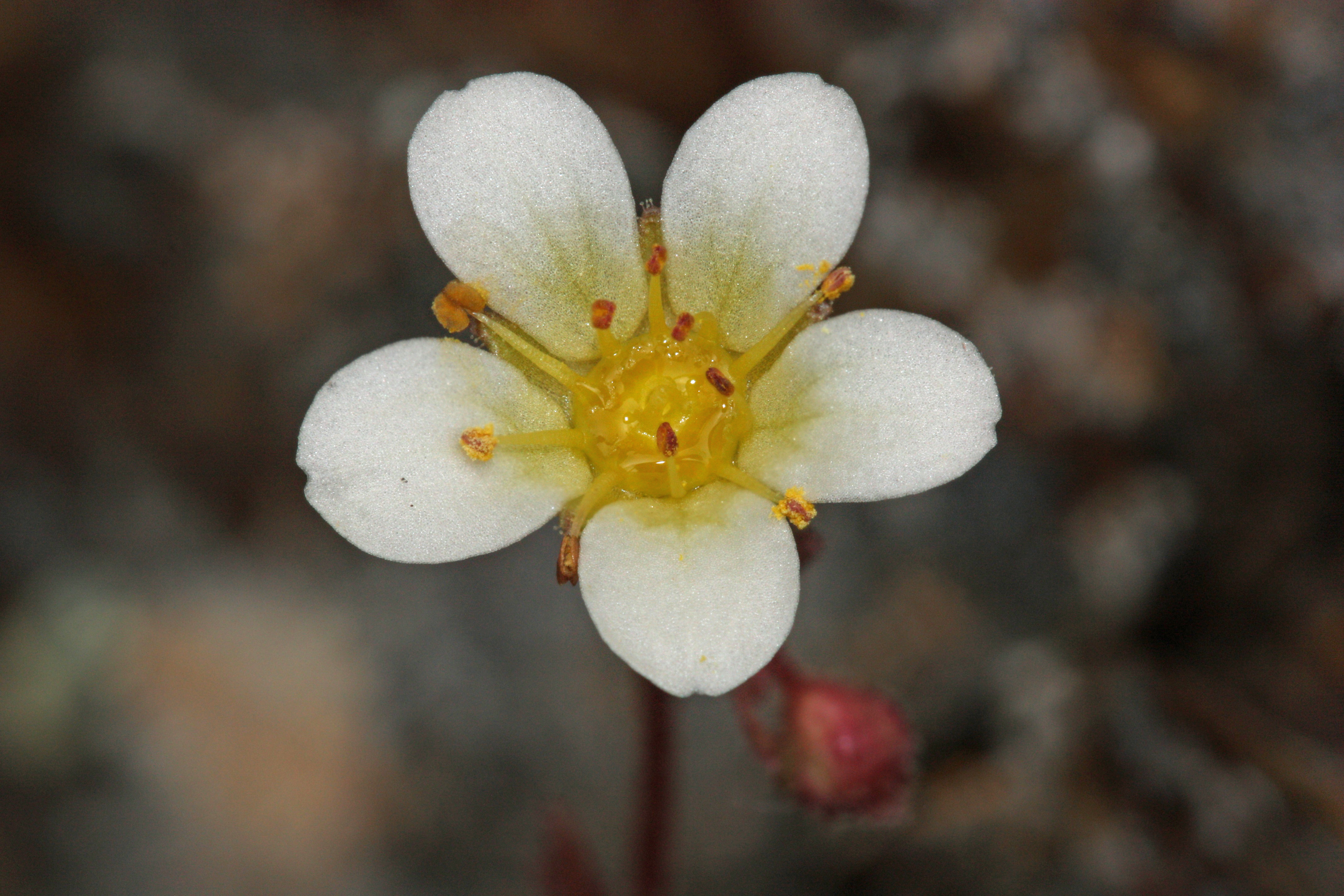
Flor

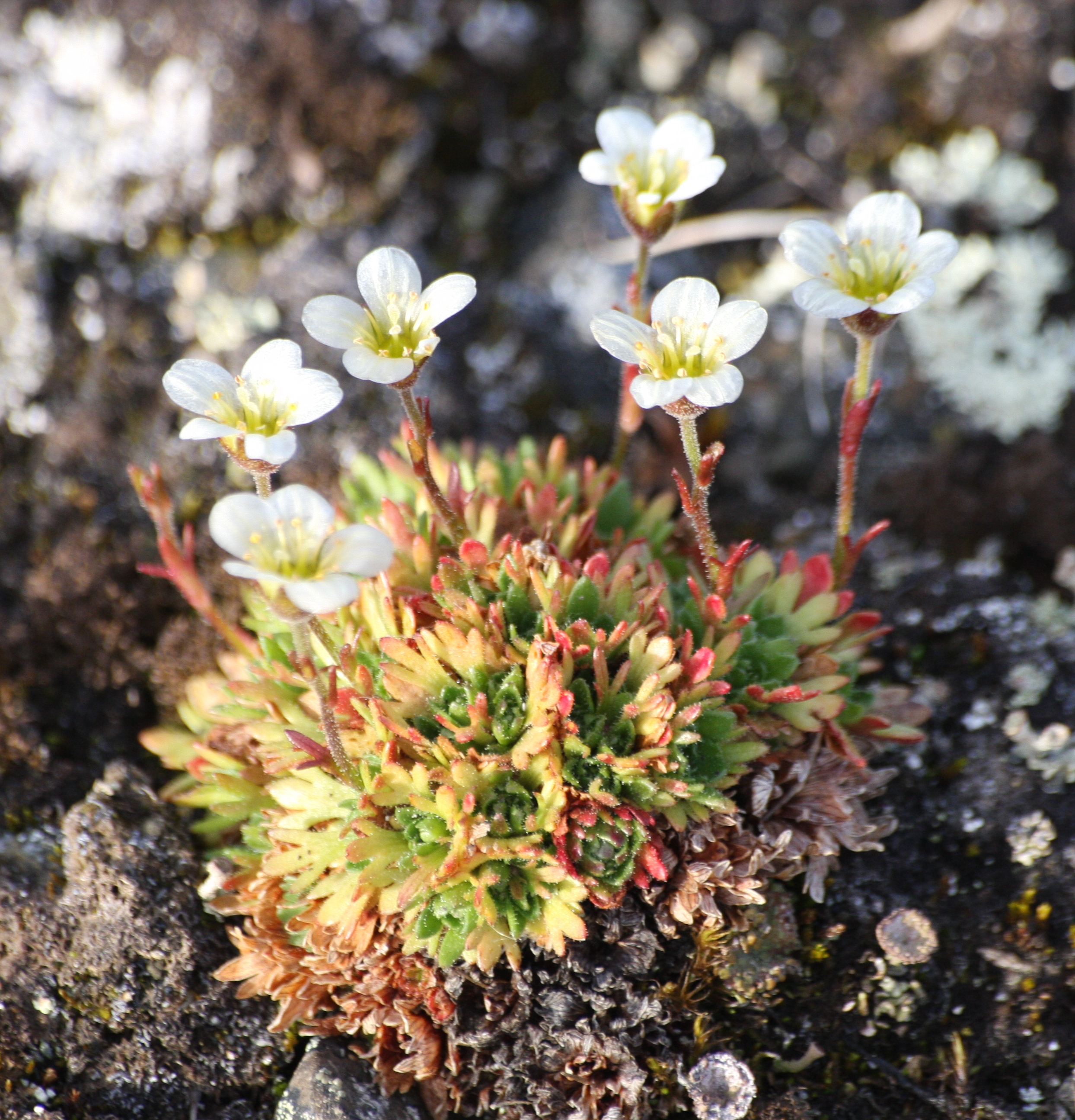
En su hábitat

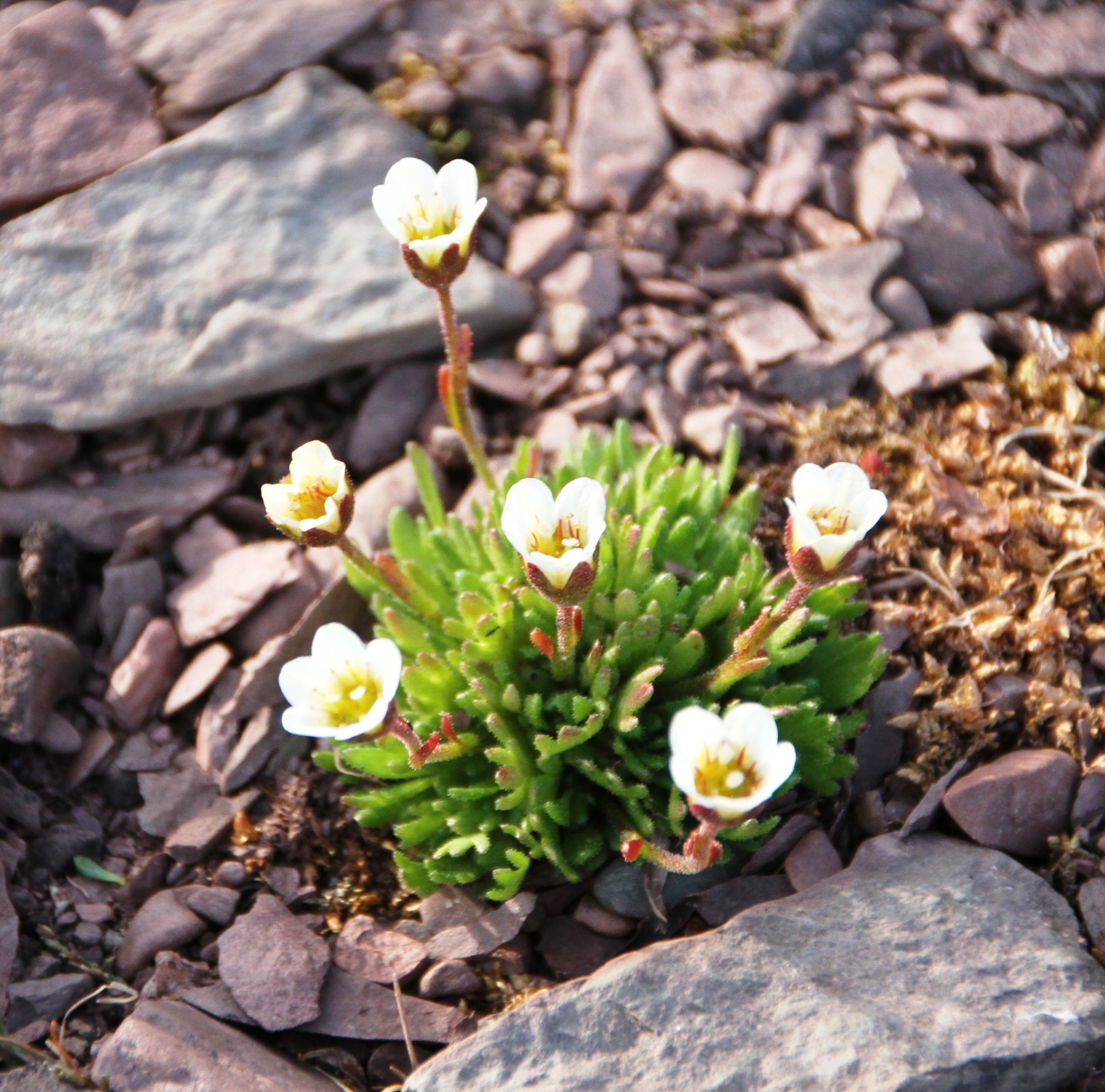
Vista de la planta

## Descripción
Forma pulvínulos laxos o densos, con brotes cortos más o menos erectos y foliosos; cabillos de hasta 8 cm, con 1-3 flores blancas, mate. Flores de 10-12 mm de diámetro; sépalos romos, glandulares. Hojas cuneadas, generalmente trilobuladas, con un amplio pecíolo, cubierto todo el de pelos glandulares. Florece en primavera.

## Hábitat
Entre rocas y gleras de montaña.

## Distribución
Ártico y subártico. En Gran Bretaña, Finlandia, Islandia, Noruega, Suecia y Rusia.

## Taxonomía
Saxifraga cespitosa fue descrita por Carlos Linneo y publicado en Species Plantarum 1: 404–405. 1753.
Etimología
Saxifraga: nombre genérico que viene del latín saxum, ("piedra") y frangere, ("romper, quebrar"). Estas plantas se llaman así por su capacidad, según los antiguos, de romper las piedras con sus fuertes raíces. Así lo afirmaba Plinio, por ejemplo.
cespitosa: epíteto latino que significa "cespitosa".
Variedades aceptadas
- Saxifraga cespitosa subsp. decipiens (Ehrh.) Engl. & Irmsch.
- Saxifraga cespitosa var. emarginata (Small) Rosend.
- Saxifraga cespitosa subsp. laxiuscula (Engl. & Irmsch.) Á. Löve & D. Löve
- Saxifraga cespitosa subsp. monticola (Small) A.E. Porsild

Sinonimia
Saxifraga aurea (Hada) Rønning
Saxifraga cespitosa subsp. eucespitosa f. laxiuscula Engl. & Irmsch.
Saxifraga cespitosa subsp. exaratioides (Simmons) Engl. & Irmsch.
Saxifraga cespitosa subsp. laxiuscula (Engl. & Irmsch.) Á.Löve & D.Löve
Saxifraga cespitosa subsp. sileniflora (Sternb.) Hultén
Saxifraga cespitosa subsp. uniflora (R.Br.) A.E.Porsild
Saxifraga groenlandica L.
Saxifraga sileniflora Sternb. ex Cham.
Saxifraga uniflora R.Br.